# Lloyd Osbourne
 (novembre 2017).
Si vous disposez d'ouvrages ou d'articles de référence ou si vous connaissez des sites web de qualité traitant du thème abordé ici, merci de compléter l'article en donnant les références utiles à sa vérifiabilité et en les liant à la section « Notes et références ».
Pour les articles homonymes, voir Osbourne.
Samuel Lloyd Osbourne (7 avril 1868 - 22 mai 1947) est un écrivain américain, fils de Samuel Osbourne et de Fanny Van de Grift. Cette dernière divorça de son mari et épousa en 1880 l'écrivain Robert Louis Stevenson qui est donc le beau-père de Lloyd Osbourne.

## Œuvres avec Robert Louis Stevenson
- Un mort encombrant (The Wrong Box, 1889)
- Le Trafiquant d'épaves (The Wrecker, 1892)
- Le Creux de la vague (The Ebb-Tide, 1894)

## Autres œuvres
- The Queen Versus Billy and other stories (1900)
- Forty Years Between (mars 1903)
- Love, The Fiddler (1903)
- The Fugitives of Pleasure (février 1904)
- The Motormaniacs (1905)
- Wild Justice: Stories of the South Seas (1921)
- An Intimate Portrait of R L S By His Stepson (1924)